# Orbitális repülés

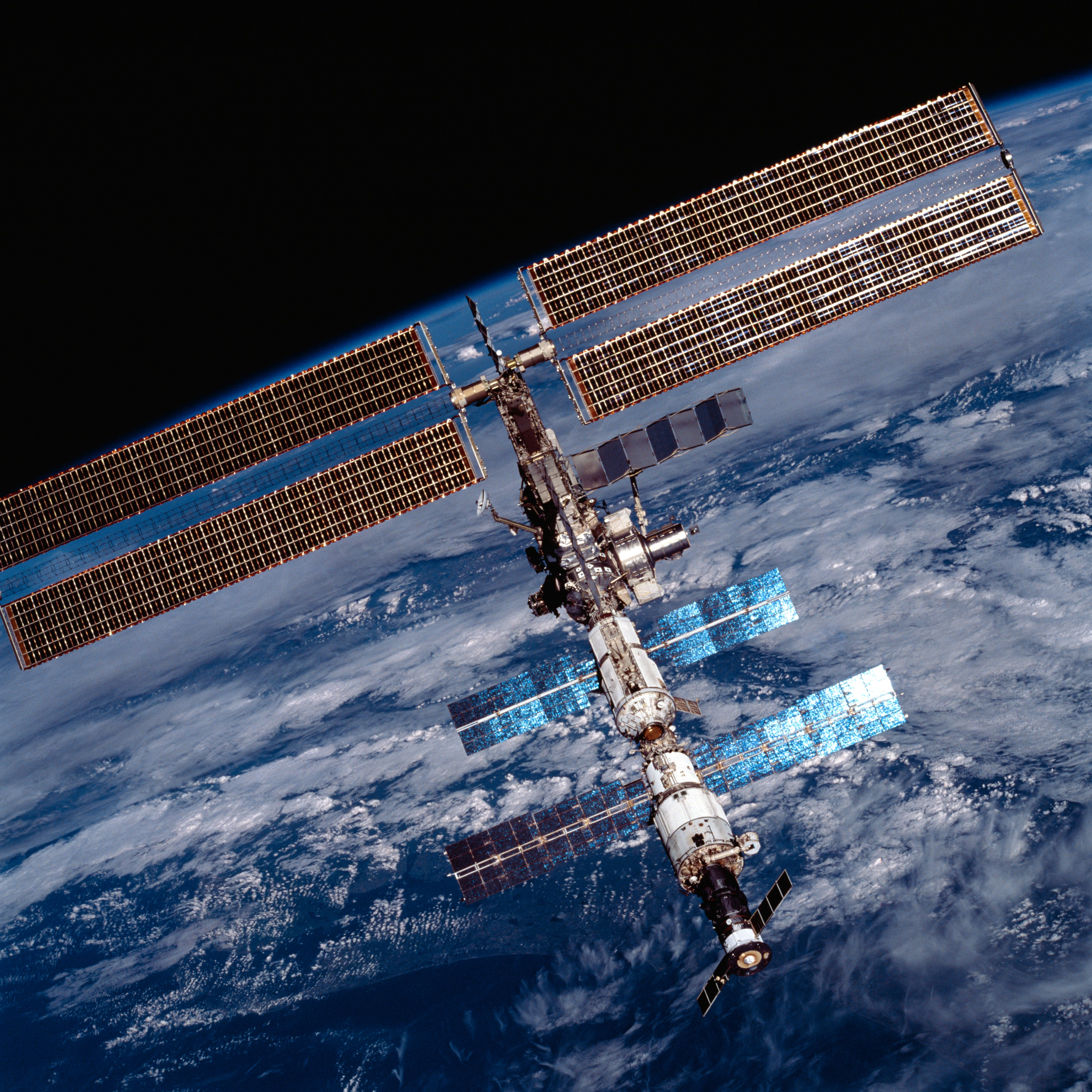
A Nemzetközi Űrállomás összeszerelés közben a Föld körüli röppályán, 2001-ben

Orbitális űrrepülésnek (vagy keringési repülésnek) nevezzük azt az űrrepülést, mely során egy űreszköz olyan röppályára áll, melyen legalább egy „kört” megtesz a világűrben a keringés központi objektuma körül. A Föld esetében ehhez először szabadulási pályára kell állnia, mely a perigeum felett, a tengerszinttől legalább 100 km magasságban található (lásd Kármán-vonal, a légkör és világűr találkozásának egyezményes magassága). Ahhoz, hogy az eszköz a keringési pályán maradjon a Föld körül, körülbelül 7,8 km/s sebességgel kell haladnia. A magasabban keringő objektumok keringési sebessége lassabb, de a magasság eléréséhez több energia szükséges.
Az "orbitális űrrepülés" alesete a szuborbitális repülés; utóbbi esetben a repülés apogeum pontja éppen eléri a világűrt, de a perigeum pontja alacsonyabb.

## Indítás
Jelenlegi technikai tudásunk szerint a Földről olyan járművel lehet elérni a világűrt és keringést végrehajtani, mely rakétameghajtással rendelkezik. A keringési pálya eléréséhez a rakétának körülbelül 9,3–10 km/s sebességet (Delta-v) kell szolgáltatnia. Ez  elegendő a levegő közegellenállása és a gravitációs vonzás leküzdéséhez, a keringési magasság eléréséhez és a vízszintes gyorsuláshoz.
A jelenleg egyedüli működőképes megoldás során a rakéta függőleges helyzetben indul, és néhány kilométer alatt gravitációs fordulót tesz. A következő lépésben, 170+ km magasságban a röppálya fokozatosan laposodik és vízszintessé válik. Körülbelül 5-8 percig tart, míg a jármű keringési magasságra ér. Jelenleg 2-4 fázis szükséges az elegendő delta-v eléréséhez.
Az olyan rakéta, mint a Pegasus rakéta, kisebb méretű űrszondákat juttat a keringési pályára: a rakétát nem a Földről indítják, hanem egy 12 km-es magasságban szálló repülőgépről.

## Stabilitás
A légköri közegellenállás miatt instabilnak számítanak azok az objektumok, melyek alacsonyabban keringenek, mint körülbelül 200 km. Ahhoz, hogy például egy alacsony Föld körüli pályán mozgó objektum keringését stabilnak lehessen ítélni, néhány hónapon keresztül tartania kell a mérvadó 350 km-es magasságot. Például 1958. február elsején az Explorer–1 űrszonda 358  kilométeres perigeummal állt keringési pályára. Pozícióját több mint 12 évig megtartotta, míg végül 1970. március 30-án a visszatért a légkörbe és a Csendes-óceánba zuhant.
Az objektumok keringési viselkedése több tényezőtől függ, mint például a magasság, ballisztikai együttható és az űridőjárás jellege, mely hatással lehet a felső légkör vastagságára.

## Keringési pályák
A Föld körül háromféle keringési pályát különböztetünk meg:
- Alacsony Föld körüli pálya
- Köztes Föld körüli pálya
- Geostacionárius pálya

Az asztrodinamika (más néven keringési mechanika) törvényei miatt a keringés egy bizonyos, nagymértékben rögzített síkban történik a Föld középpontja körül; az Egyenlítőhöz képest a szög változhat. A Föld a tengelye körül forog az eszköz keringése során, így az űreszköz viszonylagos mozgása, illetve a Föld mozgása határozza meg, hogy az űreszköz merrefelé látható az égbolton - ugyanígy a Föld mely része látható az űrhajóból. Amennyiben az űreszköz aktuális helyzetétől függőleges vonalat húzunk a Föld felé, ezzel meg lehet jeleníteni a földi követés pontját, így ezzel könnyedén magunk elé képzelhetjük az űreszköz jelenlegi helyzetét. Az egyik weboldalon valós időben lehet követni a Föld körül keringő jelenleg több mint 500 darab mesterséges űrszondát; a weboldal elérhető az alábbi linken.

## Visszatérés
Mivel az orbitális repülés nagyobb sebességgel történik, mint a szuborbitális, így a légkörbe történő visszatérés bonyolultabb.
Még abban az esetben is ha csak egy feláldozható űrszondáról van szó, a legtöbb űrügynökség az irányított visszatérést részesíti előnyben, megelőzve, hogy az űrszemét irányítatlanul lezuhanjon, így emberi életet és/vagy anyagi javakat veszélyeztessen. Továbbá a visszatérés másik jelentősége, hogy csökkentse a Föld körül keringő űrszemét mennyiségét.
Minden jármű vagy eszköz számára az elsődleges cél a visszatéréskor, hogy már a felsőbb légköri rétegekben kigyulladás és elégés nélkül a lehető legnagyobb mértékben csökkentse a sebességét. Ehhez hőálló pajzs szükséges. Néhány esetben nem cél a földbe csapódás elkerülése, ezt földfékezésnek nevezzük. A levegőfékezés technikája lehetővé teszi, hogy a légköri súrlódás előidézze a szükséges fékezőerőt, ami az ereszkedési sebességet minimálisra csökkenti. Ahhoz, hogy elhagyja az orbitális keringési pályát, az űrjármű bekapcsolja a fékezőrakétákat, ezzel kerül szuborbitális röppályára.
A levegőfékezés során a visszatérő űrjármű olyan szögben érkezik, hogy a hőpajzs megvédje a járművet a légköri súrlódás által kialakuló magas hőmérséklettel szemben: ez a hőmérséklet a légkörbe hiperszonikus sebességgel történő behatoláskor alakul ki. A hőenergia legnagyobb részét a jármű orrán található tompa hőpajzs szórja szét, így elkerülve, hogy a forróság a jármű testébe hatoljon. Mivel a szuborbitális repülések sokkal alacsonyabban történnek, így a visszatéréskor közel sem lép fel akkora hőenergia, mint az orbitális visszatérés esetén.

## Fordítás
Ez a szócikk részben vagy egészben  a   Sub-orbital spaceflight című angol Wikipédia-szócikk fordításán alapul.  Az eredeti cikk szerkesztőit annak laptörténete sorolja fel. Ez a jelzés csupán a megfogalmazás eredetét és a szerzői jogokat jelzi, nem szolgál a cikkben szereplő információk forrásmegjelöléseként.